# موتور گل‌محمد پلنگی
موتور گل‌محمد پلنگی روستایی در دهستان خیرآباد بخش مرکزی شهرستان بمپور استان سیستان و بلوچستان ایران است.

## جمعیت
بر پایه سرشماری عمومی نفوس و مسکن در سال ۱۳۹۵ جمعیت این روستا ۴۱۲ نفر (۱۲۶خانوار) بوده‌است.